# 錫多湖
53°10′58″N 13°13′5″E / 53.18278°N 13.21806°E

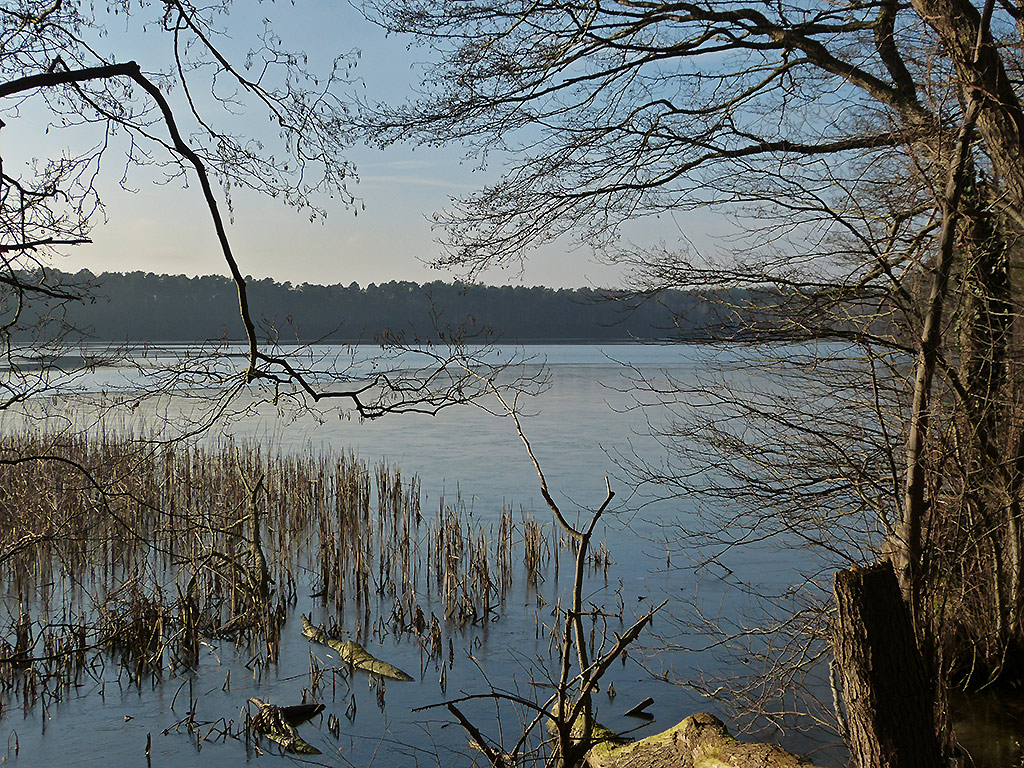

錫多湖（德語：Sidowsee），是德國的湖泊，位於該國西南部，由勃蘭登堡州負責管轄，處於上哈弗爾縣，長1公里、寬0.4公里，面積0.35平方公里，海拔高度53米，最大水深5米。